# 落合陸
落合 陸（おちあい りく、1999年5月23日 - ）は、埼玉県川口市出身のプロサッカー選手。Jリーグ・大分トリニータ所属。ポジションはミッドフィールダー、フォワード。

## 略歴
柏レイソルのアカデミー出身で、小・中・高の全カテゴリーで背番号「10」を着けて主にトップ下としてプレー。高校3年時に柏とは別のクラブからオファーを受け、プロになることを決断。しかしその話が急きょ破談になり、複数の誘いがあった大学にも時期を逃して入れなかった。

### VONDS市原
浪人中にプレーできるチームを探して関東サッカーリーグのVONDS市原に加入。しかし1年で退団し、「1年遅れでも来てほしい」と誘われた東京国際大学に進学を果たした。大学入学後はボランチに転向し、3年時には全日本大学選抜に選出された。

### 柏レイソル
2021年10月、2023年シーズンからの柏レイソル加入内定が発表された。2022年シーズン開幕直前に特別指定選手に認定され、同年2月23日のYBCルヴァンカップGS第1節・京都サンガF.C.戦でトップチームデビューした。
2023年6月7日、天皇杯2回戦・山梨学院大学PEGASUS戦でプロ初得点を記録し、チームの勝利に貢献した。同年6月10日、J1第17節・横浜F・マリノス戦で途中出場し、Jリーグ初出場を果たした。

### 水戸ホーリーホック
2024年、水戸ホーリーホックに期限付き移籍で加入した。

### アルビレックス新潟
2025年、アルビレックス新潟に完全移籍で加入した。

### 大分トリニータ
2025年8月、大分トリニータに期限付き移籍で加入した。

## 所属クラブ
- 尾間木SSS（川口市立木曽呂小学校）
- 柏レイソルU-12（川口市立木曽呂小学校）
- 2012年 - 2014年 柏レイソルU-15（川口市立北中学校）
- 2015年 - 2017年 柏レイソルU-18（日本体育大学柏高等学校）
- 2018年  VONDS市原
- 2019年 - 2022年 東京国際大学
  - 2022年  柏レイソル （特別指定選手）
- 2023年 - 2024年  柏レイソル
  - 2024年  水戸ホーリーホック (期限付き移籍)
- 2025年 -  アルビレックス新潟
  - 2025年8月 -  大分トリニータ (期限付き移籍)

## 個人成績
| 国内大会個人成績 | 国内大会個人成績 | 国内大会個人成績 | 国内大会個人成績 | 国内大会個人成績 | 国内大会個人成績 | 国内大会個人成績 | 国内大会個人成績 | 国内大会個人成績 | 国内大会個人成績 | 国内大会個人成績 | 国内大会個人成績 |
| 年度             | クラブ           | 背番号           | リーグ           | リーグ戦         | リーグ戦         | リーグ杯         | リーグ杯         | オープン杯       | オープン杯       | 期間通算         | 期間通算         |
| 年度             | クラブ           | 背番号           | リーグ           | 出場             | 得点             | 出場             | 得点             | 出場             | 得点             | 出場             | 得点             |
| 日本             | 日本             | 日本             | 日本             | リーグ戦         | リーグ戦         | リーグ杯         | リーグ杯         | 天皇杯           | 天皇杯           | 期間通算         | 期間通算         |
| ---------------- | ---------------- | ---------------- | ---------------- | ---------------- | ---------------- | ---------------- | ---------------- | ---------------- | ---------------- | ---------------- | ---------------- |
| 2018             | V市原            | 13               | 関東1部          | 0                | 0                | -                | -                | 1                | 0                | 1                | 0                |
| 2019             | 東京国際大学     | 13               | 他               | -                | -                | -                | -                | 1                | 0                | 1                | 0                |
| 2020             | 東京国際大学     | 13               | 他               | -                | -                | -                | -                | 1                | 0                | 1                | 0                |
| 2022             | 柏               | 40               | J1               | 0                | 0                | 4                | 0                | 0                | 0                | 4                | 0                |
| 2023             | 柏               | 40               | J1               | 4                | 0                | 2                | 0                | 2                | 1                | 8                | 1                |
| 2024             | 水戸             | 8                | J2               | 31               | 5                | 0                | 0                | 0                | 0                | 31               | 5                |
| 2025             | 新潟             | 13               | J1               | 2                | 0                | 2                | 0                | 2                | 0                | 6                | 0                |
| 2025             | 大分             | 8                | J2               |                  |                  | -                | -                | -                | -                |                  |                  |
| 通算             | 日本             | 日本             | J1               | 6                | 0                | 8                | 0                | 4                | 1                | 18               | 1                |
| 通算             | 日本             | 日本             | J2               | 31               | 5                | 0                | 0                | 0                | 0                | 31               | 5                |
| 通算             | 日本             | 日本             | 関東1部          | 0                | 0                | -                | -                | 1                | 0                | 1                | 0                |
| 通算             | 日本             | 日本             | 他               | -                | -                | -                | -                | 2                | 0                | 2                | 0                |
| 総通算           | 総通算           | 総通算           | 総通算           | 37               | 5                | 8                | 0                | 7                | 1                | 52               | 6                |

- 2022年は特別指定選手

出場歴
- Jリーグ初出場:2023年6月10日 J1第17節 横浜F・マリノス戦（日産スタジアム）
- Jリーグ初得点:2024年4月13日 J2第10節 栃木SC戦（ケーズデンキスタジアム水戸）

## 代表歴
- 2022年 U-23日本代表
  - カンボジア遠征

## タイトル
個人
- 関東大学サッカーリーグ戦2部・ベストイレブン: 2021年[14]
- 関東大学サッカーリーグ戦1部・ベストイレブン: 2022年[15]